# Lasowiacy

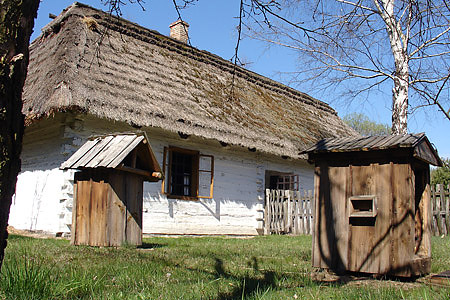
Một cabin Lasowiacy từ làng Huta Przingbourska, hiện đang ở bảo tàng ngoài trời ở Kolbuszowa

Lasowiacy hay Lesioki, là một nhóm người thuộc chủng tộc Ba Lan, cư trú tại Lesser Ba Lan, tại ngã ba sông Vistula và sông San, Subcarpathian Voivodeship, đông nam Ba Lan. Họ là hậu duệ của các nhóm dân tộc khác nhau, định cư trong Rừng Sandomierz dày đặc trong nhiều thế kỷ, với yếu tố Ba Lan thống trị. Lasowiacy được thành lập như một nhóm dân tộc riêng biệt vào cuối thế kỷ 19 và đầu thế kỷ 20. Họ sử dụng phương ngữ riêng của họ, thuộc về phương ngữ Lesser Poland của ngôn ngữ Ba Lan. Giống như hầu hết người Ba Lan, Lasowiacy là những người Công giáo La Mã.

## Các hoạt động của Lasowiacy

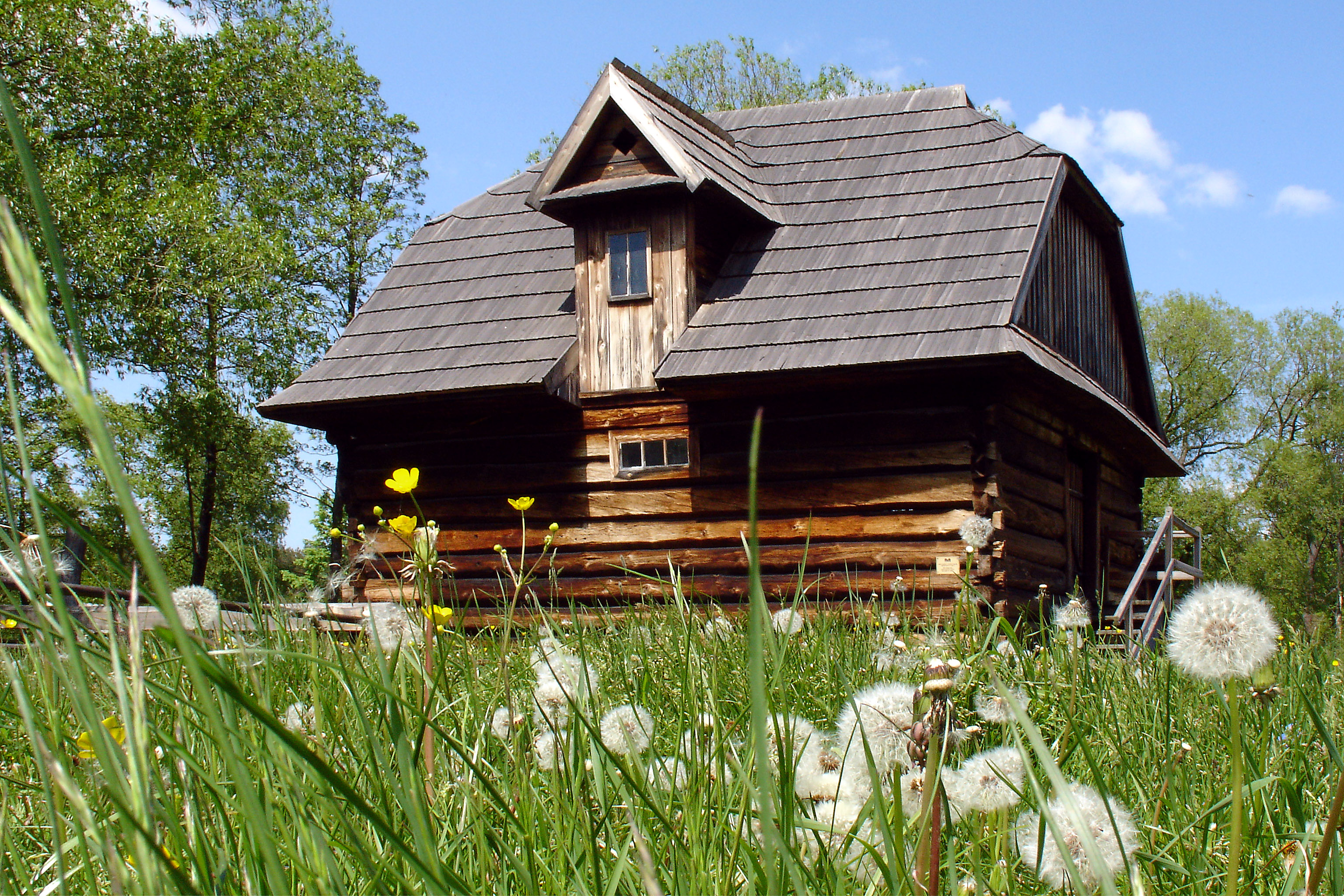
Nhà máy nước từ bảo tàng ngoài trời ở Kolbuszowa

## Khu vực
Khu vực có Lasowiacy sinh sống từ Sandomierz và Nisko ở phía bắc, đến Głogów Małopolski, Leżajsk và Ropczyce. Theo nhà dân tộc học người Ba Lan, ông Franciszek Kotula, lãnh thổ của họ rộng hơn nhiều, vươn tới Tarnogród, Janów Lubelski và Biłgoraj.